# Anthony de Jasay
Anthony de Jasay (Aba, 15 ottobre 1925 – Janville, 23 gennaio 2019) è stato un saggista ungherese.

## Biografia
Nato con il cognome ungherese Jaszay, studiò a Székesfehérvár e a Budapest, dove si laureò in agricoltura. Nell'immediato dopoguerra lavorò come giornalista a chiamata, ma fu poi costretto a fuggire nel 1948, quando il suo paese diventò definitivamente un satellite dell'Unione Sovietica. 
Dopo due anni in Austria, studiò economia in Australia e nel Regno Unito e divenne infine ricercatore all'Università di Oxford, dove rimase fino al 1962. Si trasferì quindi a Parigi, lavorando come banchiere e imprenditore finanziario sia in Europa sia negli Stati Uniti. Nel 1979 si ritirò in Normandia dove ha vissuto sino alla morte.

## Pensiero
Appartenente alla tradizione del pensiero liberale, il suo approccio fu influenzato sia dalla formazione economica sia dall'esperienza nel mondo dell'impresa e della finanza, che gli consentirono uno sguardo originale e innovativo sui problemi teorici convenzionali dell'economia e delle scienze politiche.
Temi di particolare rilevanza nelle opere di de Jasay sono l'analisi del potere politico e dello Stato, dell'emergere del diritto, delle norme e delle convenzioni sociali, del concetto di giustizia e del problema dei beni pubblici. A questa analisi de Jasay applica vaste conoscenze storiche ed economiche, oltre a strumenti tecnici quali la teoria dei giochi e la teoria delle scelte pubbliche.
De Jasay è noto per la severa critica che ha rivolto al pensiero politico di John Stuart Mill e a quello di pensatori novecenteschi quali John Rawls e Ronald Dworkin, da lui chiamato "liberalismo debole".

## Opere
- Anthony de Jasay, Scelta, contratto, consenso, a cura di Gustavo Cevolani, introduzione di Gustavo Cevolani, prefazione di Roberto Festa, Soveria Mannelli-Treviglio, Rubbettino Editore e Leonardo Facco Editore, 2008.
- Anthony de Jasay, Lo Stato, Torino, IBL Libri, 2017.